# 處刑警察
《處刑警察》為1990年韓國劇情電影，由高榮男執導，星一Cinemart出品、製作及發行，申星一、李慧英、李東濬、陳榮美、李大根主演，本片改編自韓國資深媒體人趙甲濟在《月刊朝鮮》的報告集《Korean Connection》（코리안 커넥션）。

## 劇情
故事講述在1987年的釜山，一名注射毒品的男子實施無差別殺傷事件後被捕。當各地對毒品分發的擔憂日益加劇時，發生了一宗在食品攤工作的夫婦被一輛肇事逃逸汽車撞死的事件。
某天，漢城江南區德黑蘭路發生一宗交通肇事逃逸事故，一對在食品攤工作的夫婦被汽車撞死。負責調查此案的刑警黃東洙與年輕的吳刑警對案件進行聯合行動。與黃東洙同組的吳刑警被黃東洙的堅韌所感動，於是獨自追查肇事逃逸車輛，結果發現此車是屬於一個海洛英販賣組織的賓士。正當他們發現線索後高興時，吳刑警卻在此時被殺害。
吳刑警被殺後，黃東洙非常憤怒，另外警方也擔心黃東洙的極端性格，因此將他排除在新成立的專案小組之外，班長試圖讓黃東洙冷靜下來，並安排他與女刑警李美玉一起調查人口販賣案件。不過，黃東洙出於對殺害吳刑警的兇手的敵意而獨自繼續進行調查，並成功調查到運輸毒品的人，最後還得知韓興物產會長李哲淳的販毒組織經營者身份。
然而，李哲淳與一位試圖從政的大亨有聯繫，甚至連警察課長也參與其中。黃東洙不顧班長的勸告，與李刑警一起派出大批警力打擊販毒組織⋯

## 演員
- 申星一（朝鲜语：신성일） 飾 黃東洙
- 李慧英 飾 李美玉
- 李大根（朝鲜语：이대근） 飾 李哲淳
- 尹一峰（朝鲜语：윤일봉） 飾 課長
- 田　雲（朝鲜语：전운） 飾 班長
- 李樂薰（朝鲜语：이낙훈） 飾 曹承煥
- 陳榮美（朝鲜语：진영미） 飾 秀　珍
- 趙炯基 飾 九　山
- 金周映（朝鲜语：김주영 (1952년)） 飾 德　龍
- 朴鍾根 飾 俊　燮
- 李東濬（朝鲜语：이동준 (배우)） 飾 吳刑警
- 吳昇龍（朝鲜语：오승룡） 飾 許長春
- 宋景哲 飾 容　植
- 梁亨旭（朝鲜语：양형욱） 飾 Mini
- 金淇鐘 飾 鄭社長
- 洪性英 飾 公園青年
- 朴永老（朝鲜语：박영록 (배우)） 飾 公園青年
- 李鳳奎（朝鲜语：이봉규 (배우)） 飾 酒店男人
- 羅甲成（朝鲜语：나갑성） 飾 毒品監視班
- 朴鍾卨（朝鲜语：박종설） 飾 護衛員
- 尹多勳 飾 服務生1

## 獎項

### 獲獎
- 第28屆大鐘獎（1990年）[2]

- 「最佳男主角獎」：申星一
- 「最佳音響效果獎」：梁大鎬

- 第10屆韓國電影評論家協會獎（1990年）

- 「最佳音響效果獎」：梁大鎬

- 第35屆亞太影展（1990年）[3]

- 「最佳音效獎」

## 外部連結
- 互联网电影数据库（IMDb）上《處刑警察》的资料（英文）
- 韩国电影数据库（KMDb）上《處刑警察》的資料